# Molnár Imre (zenetudós)
Molnár Imre (Péterréve, 1888. október 28. – Budapest, 1977. november 25.) magyar zenetudós, énekpedagógus, fonetikai kutató, főiskolai tanár.

## Élete
Molnár Imre kántortanító és Varga Anna gyermekeként született a vajdasági Péterrévén. A családjával az 1890-es évek végén Kolozsvárra költözött. Farkas Ödönnél tanult énekelni, aki ebben az időben a város konzervatóriumának igazgató volt. 1906 és 1910 között a Budapesti Tudományegyetem (ma ELTE) Bölcsésztudományi Karán végezte tanulmányait, illetve ezzel egy időben a Bellovics-féle zeneiskolában képezte magát. 1912-ben bölcsészdoktorátust nyert. Pályáját Szabó Ervin közeli munkatársaként kezdte. A Tanácsköztársaság idején a Markó utcai főreáliskola igazgatójává nevezték ki, de 1919-ben kényszernyugdíjazták. Egy ideig a Nemzeti Zenede könyvtárát vezette, majd 1922 és 1933 között ugyanitt tanár volt. 1925-ben megjelentette Kern Auréllal a Daloskert című gyűjteményét, amelynek több darabját hanglemezre is énekelte felesége zongorakíséretével. 1919 és 1938 között a Magyarság című lap zenekritikusa volt. 1938 és 1944 között a Magyar Nemzetbe írt kritikákat. 1933-tól tanított a Liszt Ferenc Zeneművészeti Főiskolán 1959-es nyugdíjba vonulásáig. Ezt követően hangképzést tanított a Magyar Állami Népi Együttesben. Számos kiváló, sőt világhírű énekes került ki iskolájából. A Magyar Rádió első bemondóit ő tanította a szép beszédre. Pedagógiájában általában nem szerette az idegen nyelven való éneklést, ezért néhány tanártársával ellentétbe került. Páratlan értékű magyar daltörténeti dokumentációs kutatása. A dal-és áriaszövegeket tizenöt nyelvből maga fordította le. A magyar muzsika könyve című enciklopédiája fényképfelvételekkel is illusztrált gyűjteménye a század első négy évtizedében működő muzsikusainak, beleértve a kor könnyűzenészeit, nótaszerzőit, cigányprímásait is. Az Encyclopaedia Britannica egyik magyarországi munkatársa volt.
Házastársa Hir Sári (1896–1978) zongoraművész, pedagógus volt, akivel 1924. július 5-én Budapesten kötött házasságot.

## Főbb művei
- Játékország (Lajtha Lászlóval, Budapest, 1929)
- A magyar muzsika könyve (Budapest, 1936)
- Beszéd-ének (Zeneművészeti Főiskola Évkönyve, Budapest, 1941)
- Eufonetika a szép beszéd és éneklés tana (Budapest, 1942)
- A magyar hanglejtés rendszere. A magyar énekbeszéd recitativóban és afiosóban (Új Zenei Szemle, 1956)
- A hangszín problematikája és a magánhangzók skálarendje (Budapest, 1961)
- Eufonetika a széphangzás módszertana (Budapest, 1966)
- Pataky Kálmán (Somogyi Vilmossal, Budapest, 1968)
- Báthy Anna (Somogyi Vilmossal, Budapest, 1969)

## Díjai, elismerései
- Kempelen Farkas-emlékérem (1968)
- Magyar Népköztársaság Művészeti Alapjának nagydíja (1977)